# Stephan Bauer (Kabarettist)

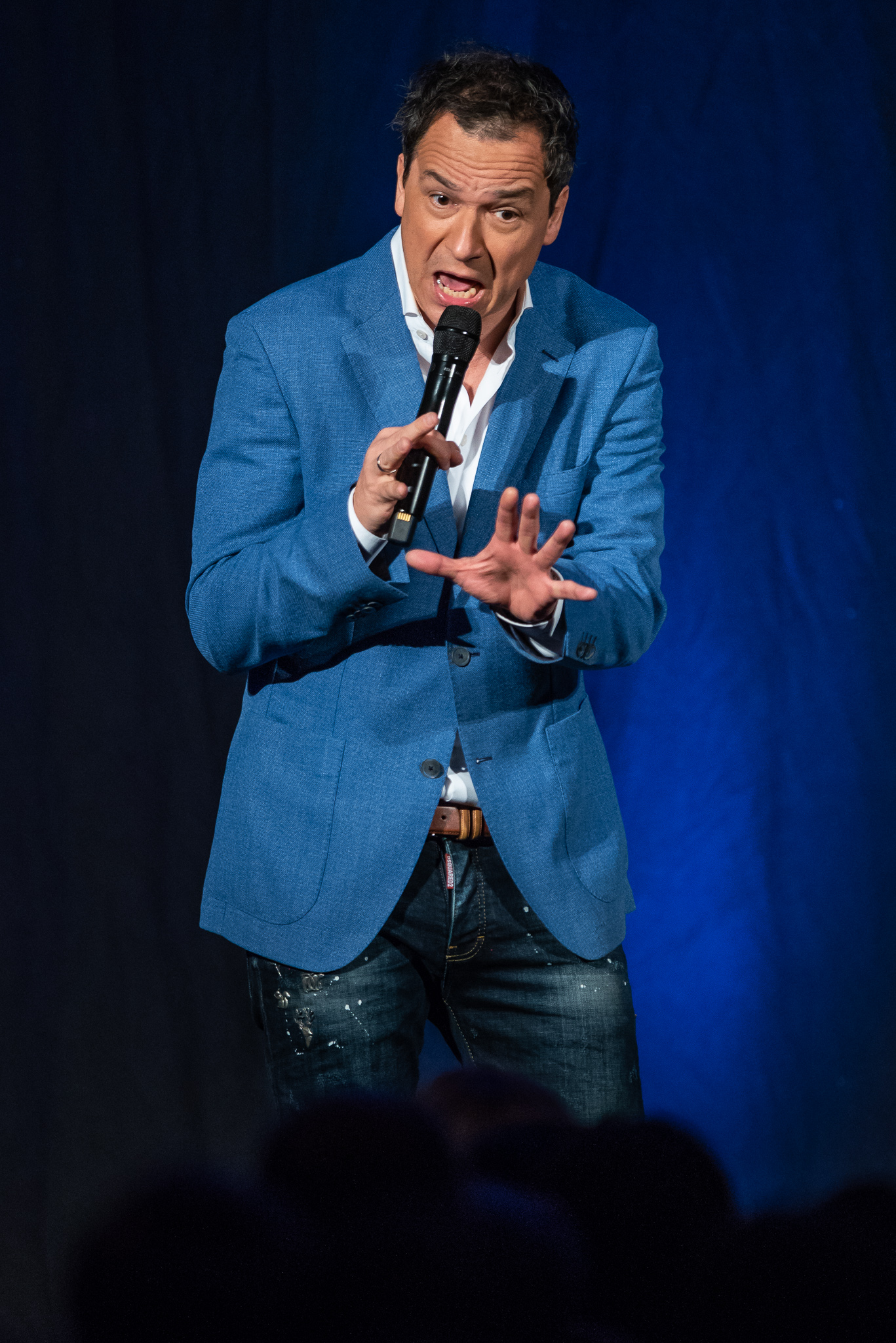
Stephan Bauer (2018)

Stephan Bauer (* 1. Dezember 1968 in Stade) ist ein deutscher Kabarettist und Comedian.
Stephan Bauer wuchs in Dußlingen auf und trat 1992 erstmals mit einem Soloprogramm als Kabarettist auf. Bekannt wurde er durch Auftritte in TV-Formaten wie 7 Tage – 7 Köpfe, Ottis Schlachthof, Mitternachtsspitzen oder dem Quatsch-Comedy-Club. Auf der Bühne kommt er ohne Inventar aus, gelegentlich ein Stuhl als Ausnahme. Er präsentiert sich dabei als melancholischer Genussmensch, der die Spaßgesellschaft oder den Jugend- und Fitnesswahn seiner Mitmenschen aufs Korn nimmt.

## TV-Auftritte (Auswahl)
- Schmidt & Pocher, Das Erste
- Quatsch Comedy Club, ProSieben
- Nightwash, WDR
- Mitternachtsspitzen, WDR
- Ottis Schlachthof, BR
- 7 Tage – 7 Köpfe, RTL
- Grünwald Freitagscomedy, BR
- Kabarett aus Franken, BR
- Stratmanns, WDR
- Alles muss raus, 3sat
- Spaß aus Mainz, SWR
- TV total, ProSieben
- Dings vom Dach, HR
- Lachen mit Lars, HR
- Um Antwort wird gebeten, Comedy Central

## Diskografie
- Vorgespielte Höhepunkte (2000)
- Nachts geht mehr (2002)
- Die Nächste bitte! (2008)
- Auf der Suche nach dem verlorenen Mann (2009)
- Warum heiraten? Leasing tut's auch (2012)
- Vor der Ehe wollt' ich ewig leben (2017)

## Bibliografie
- Sport oder Leben. Deutscher Taschenbuchverlag, München 2008, ISBN 978-3-423-21062-1